# Sqed

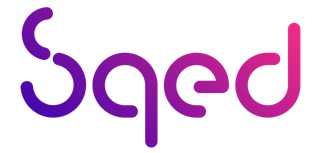
Logo da Sqed

Sqed é uma plataforma digital com o objetivo de conectar pessoas e conteúdos, tornando a comunicação interna e privada das empresas menos invasiva e mais focada no conteúdo que realmente importa. Com uma estrutura gerenciável, a plataforma permite que as organizações adaptem as configurações de acordo com suas necessidades. Os planos de assinatura são progressivos e a cobrança independe do número de usuários.
Fundada em 2018, no Rio Grande do Sul , a startup é liderada por Luís Fernando Saraiva.
1. ↑  G.LAB (3 de fevereiro de 2021). «Sqed facilita a transformação digital em pequenas e médias empresas». Pequenas Empresas Grandes Negócios. Consultado em 13 de maio de 2021
2. ↑  Merker, Júlia (10 de dezembro de 2019). «Saraiva, da HPE, é cofundador da Sqed». Baguete. Consultado em 13 de maio de 2021